# 레소토의 국기

레소토의 국기 (비율 2:3)

레소토의 왕실기

레소토의 국기는 독립 40주년을 맞은 2006년 10월 4일에 제정되었다. 파란색, 하얀색, 초록색 세 가지 색으로 구성된 가로 줄무늬 바탕에 검은색으로 된 전통 모자인 모코로틀로(mokorotlo)가 그려 있다.

## 색상
| 색상 | 파랑               | 하양                  | 초록               | 검정            |
| ---- | ------------------ | --------------------- | ------------------ | --------------- |
| RGB  | 0–32–159 (#00209F) | 255–255–255 (#FFFFFF) | 0–149–67 (#009543) | 0–0–0 (#000000) |

## 의미
파랑은 비, 물, 하늘을, 하양은 평화와 깨끗함을, 초록은 국토와 풍요로움을 의미하며, 모자는 전통 문화와 민족을, 검은색은 레소토의 과거를 의미한다.

## 역사
1966년에 독립할 때 제정한 기는 초록·빨강·파랑 바탕에 전통의 모자 그림이 있었는데, 1987년에 새 정부가 이전 집권당인 바소토 국민당의 이념과 너무 흡사하다는 이유를 들어 국기를 변경했다. 이후 모자 그림은 2006년 10월이 되어서야 다시 쓰이게 되었다.
1987년부터 2006년까지 사용된 기는 깃대 아래 모서리로부터 오른쪽 위를 향해 대각선으로 나뉜 것으로, 왼쪽 상단에는 창과 곤봉이 교차된 방패 모양이 있었으며 하양은 평화를, 파랑은 하늘을, 초록은 국토를 각각 의미했다.

### 이전의 기

바수톨란드의 비공식기
레소토의 국기 (1966년-1987년)
레소토의 국기 (1987년-2006년)
레소토의 왕실기 (1966년-1987년)
레소토의 왕실기 (1987년-2006년)

## 같이 보기
- 레소토의 국장